# Khadija Zamouri
Khadija Zamouri (Antwerpen, 5 februari 1967) is een Belgisch politica uit het Brussels Hoofdstedelijk Gewest. Ze was tot april 2024 lid van de Vlaamse liberale partij Open Vld.

## Levensloop
Zamouri, van Marokkaanse origine, behaalde een graduaat secundair onderwijs in geschiedenis en Engels aan de AP Hogeschool Antwerpen. Ze studeerde tevens in 1994 af in de oosterse filosofie aan de Katholieke Universiteit Leuven en in 1996 in de agogiek aan de Vrije Universiteit Brussel.
Van 1988 tot 1989 was Zamouri leerkracht in het stedelijk onderwijs in Antwerpen en van 1989 tot 1993 coördinator voor lessen Nederlands aan anderstaligen bij het integratiecentrum Foyer in Sint-Jans-Molenbeek. Vervolgens was ze van 1993 tot 1995 eindredacteur van Wereldreis, een blad uitgegeven door de ngo 11.11.11. Van 1996 tot 1999 werkte Zamouri als leerkracht geschiedenis en Engels in het Nederlandstalig onderwijs van Brussel, van 1996 tot 1998 aan het Koninklijk Atheneum in Jette en daarna van 1998 tot 1999 aan het Koninklijk Atheneum van Koekelberg.
Inmiddels had Zamouri zich aangesloten bij de VLD. Van 1999 tot 2002 was ze kabinetsmedewerker voor Onderwijs en Gelijke Kansen op het kabinet van de Brusselse ministers Annemie Neyts en Guy Vanhengel. Nadien was ze van 2002 tot 2005 coördinator voor schoolmanagement bij de vzw Voorrangsbeleid Brussel, die zich richt op de aanpak van leer- en ontwikkelingsachterstand van anderstalige leerlingen in het Nederlandstalige basisonderwijs in Brussel. In 2005 trok Zamouri voor drie jaar naar de Rwandese hoofdstad Kigali, waar ze aan de Belgische School Engels en Nederlands onderwees.
Na haar terugkeer naar België in 2008 was ze van 2009 tot 2011 kabinetsmedewerker voor Onderwijs en Communicatie op het kabinet van Brussels minister Jean-Luc Vanraes. Na de rechtstreekse Vlaamse verkiezingen van 7 juni 2009 kwam ze begin juli 2011 voor de kieskring Brussel-Hoofdstad in het Vlaams Parlement terecht als opvolger van Sven Gatz, die ontslag nam uit zijn mandaat. Ze bleef Vlaams volksvertegenwoordiger tot mei 2014 en zetelde er in de commissie Woonbeleid, Stedelijk Beleid en Energie.
Van juni 2014 tot mei 2019 zetelde ze in het Brussels Hoofdstedelijk Parlement. Bij de verkiezingen van mei 2019 werd ze niet rechtstreeks herkozen, maar ze kon toch terugkeren naar het Brussels Parlement als vervangster van Brussels minister Sven Gatz. Zamouri was van 2014 tot 2019 voorzitter van de commissie Gezondheid in de Verenigde Vergadering van de Gemeenschappelijke Gemeenschapscommissie en van 2014 tot 2024 fractievoorzitter voor haar partij in de Raad van de Vlaamse Gemeenschapscommissie. In het Brussels Parlement was Zamouri van 2014 tot 2019 lid van de commissie Huisvesting, van 2014 tot 2024 lid van het adviescomité voor Gelijke Kansen, dat in 2020 werd omgevormd tot de commissie Gelijke Kansen en Vrouwenrechten, en zetelde ze van 2019 tot 2024 tevens in de commissie Economische Zaken en Tewerkstelling.
Van 2012 tot 2017 was Zamouri eveneens gemeenteraadslid van Koekelberg. Vervolgens verhuisde ze naar Sint-Jans-Molenbeek, waar ze in 2018 tot gemeenteraadslid werd verkozen. Ze werd onmiddellijk schepen, bevoegd voor Sociale Cohesie, Jeugd, Nederlandstalige Cultuur en Kinderopvang. In januari 2020 nam ze ontslag als schepen om zich op haar functie van parlementslid te concentreren. Zamouri bleef vervolgens nog tot in december 2024 gemeenteraadslid van Molenbeek.
In november 2018 werd ze verkozen tot voorzitster van de Vereniging van Liberale Vrouwen, dat in 2023 werd herdoopt tot VVVUUR. Ze bleef de functie uitoefenen tot in maart 2024.
Zamouri stelde zich niet meer kandidaat bij de verkiezingen van juni 2024. In april 2024 startte Open Vld een tuchtprocedure tegen haar op, nadat ze een handtekening had geleverd aan de pro-Palestijnse lijst Viva Palestina van activist Dyab Abou Jahjah, zodat deze partij kon deelnemen aan de Brusselse verkiezingen. Daarnaast had ze tegen de partijlijn in ingestemd met een uitstelling van de stemming van de Codex Dierenwelzijn in het Brussels Hoofdstedelijk Parlement. Een dag later besliste Zamouri haar partijkaart in te leveren en zelf uit Open Vld te stappen. Ze ging vervolgens nog korte tijd zetelen als onafhankelijk parlementslid.